# 喬瓦尼·梅塞
喬瓦尼·梅塞（義大利語：Giovanni Messe，1883年12月10日—1968年12月18日）是一位義大利將軍、政治家和陸軍元帥，第二次世界大戰期間擔任過北非德意聯軍和德蘇戰爭中義大利征俄軍的指揮官，是少數善用裝甲部隊的義大利將領。

## 早年生涯
喬瓦尼·梅塞出生於意大利普利亚，並在1901年開始從軍。他參與了意大利征服利比亞和第一次世界大戰。在這場衝突中，他為組建和訓練精銳步兵部隊——阿迪蒂突击队付出了重要貢獻，並以少校的身份指揮第9傘兵突集團在格拉帕山战役战斗。1923年至1927年間，梅塞成為了维托里奥·埃马努埃莱三世的侍從軍官，到了1935年，梅塞被任命負責指揮一個特種步兵營并晉升為陸軍上校。

### 於衣索比亞
1935年9月，梅塞在維羅納(Verona)以准將的身份，被委任指揮一支摩托化旅。而之後因為在第二次義大利衣索比亞戰爭表現優秀，梅塞又被晉升至少將并指揮一個義大利裝甲師部隊。

## 第二次世界大戰
1939年4月在義大利入侵阿爾巴尼亞之後，梅塞被任命為烏瓦爾多·索杜將軍的副手，與他一起管理阿爾巴尼亞，作為副總督。 

### 於希臘
在1940年末爆發的希意戰爭中，梅塞指揮一支軍隊進攻希臘，並取得了對希臘將軍亞歷山大·帕帕戈斯的部份勝利。然而隨著冬季的到來，義大利軍隊被迫轉入防禦，而希臘軍隊開始展開反擊並攻進部分在義大利控制下的阿爾巴尼亞領地內，直到1941年4月為了幫助義軍和鞏固入侵蘇聯的南翼安全，德軍南下進攻希臘，將希軍徹底擊敗。

### 於蘇聯
1941年梅塞被委任為義大利征俄軍（Corpo di Spedizione Italiano in Russia，簡稱「CSIR」）的總指揮官。義大利征俄軍是一支由步兵和騎兵組成的機動部隊，參與了德國入侵蘇聯的巴巴羅薩行動，在該行動前期，約有60,000名義大利士兵在俄羅斯南部作戰。梅塞從不認為以義大利的軍力和補給能力足以應付惡劣環境的東部戰線，但在此期間由於戰鬥表現佳，梅塞獲得了德國的騎士鐵十字勳章。到了1942年7月，伊塔洛·加里波第(Italo Gariboldi)取代了梅塞的任務，率領軍力已大幅增加的義大利征俄軍團(簡稱「ARMIR」），同年9月1日梅塞離開了俄羅斯。
在蘇聯作戰的義大利軍士兵已增加至20多萬人，雖然義大利軍在蘇聯戰場上作戰勇猛，但在史達林格勒戰役後蘇軍開始對軸心國反攻，尤其是在小土星行動中被自兩翼蘇軍進攻包圍的義大利軍，受到極大的傷亡，被包圍的30,000人中只有4,000人突破包圍網，而蘇軍槍殺了所有義大利戰俘。

### 於突尼西亞
1943年2月末梅塞被指派為德意裝甲軍(Deutsch-Italienische Panzerarmee)的新指揮官，替代原本的埃尔温·隆美尔。德意裝甲軍後來被改稱為義大利第1軍（此時由義大利軍和德軍比例是3:1），而隆美尔則被派往指揮非洲集團軍。梅塞在馬雷斯防線中打了一場防禦戰，阻擋了英美盟軍的攻勢，但他的拖延防禦戰術仍無法抵擋盟軍龐大軍力且不間斷的攻擊，梅塞無法使軸心國改變失去北非控制權的結局。
1943年5月12日梅塞被授予義大利陸軍元帥的軍銜。而到了5月13日在德國第5坦克軍的崩潰、突尼斯市的失去和在恩菲達維爾防線中被圍困的意大利第1軍團，梅塞的軍隊已無力繼續作戰，最後向盟軍投降。

### 停戰後
由於部份義大利人屬於保皇派，許多像梅塞一樣的義大利軍官很快就發現到自己可以重披戰袍，當義大利在1943年9月停戰後，梅塞擔任了意大利联合交战陆军的總參謀長 ，此軍由義大利戰俘和盟軍的裝備所組成，效忠於國王维托里奥·埃马努埃莱三世。他在該單位中服務直到戰爭結束，在1945年退役，結束44年的軍事生涯。

## 退役後生活
梅塞的晚年生活過得並不單調，他寫了一本回憶錄，描述他的經歷，名為《在非洲的戰爭如何結束？突尼西亞的義大利第一軍》（Come finì la guerra in Africa. La "Prima Armata" italiana in Tunisia）。在他的平民生活中，由於以前的軍事背景，使他被推選為參議院的議員，並在1953年至1955年中擔任義大利參議院工作。
他也擔任義大利退伍軍人協會的會長直到去世，他的一生傳記被路易吉·阿让蒂耶里所寫下，出版於1997年，名為《梅塞—另一段歷史的對象》（Messe—soggetto di un'altra storia）。
梅塞死於1968年12月19日，享年85歲。